# Brycon fowleri
Brycon fowleri är en fiskart som beskrevs av Dahl, 1955. Brycon fowleri ingår i släktet Brycon och familjen Characidae. Inga underarter finns listade.